# Typhlosaurus braini
Typhlosaurus braini là một loài thằn lằn trong họ Scincidae. Loài này được Haacke mô tả khoa học đầu tiên năm 1964.